# Camponotus ligniperdus
Espèce
La fourmi Camponotus ligniperdus (synonyme  Camponotus ligniperda) est une des très nombreuses espèces du genre Camponotus.

## Description

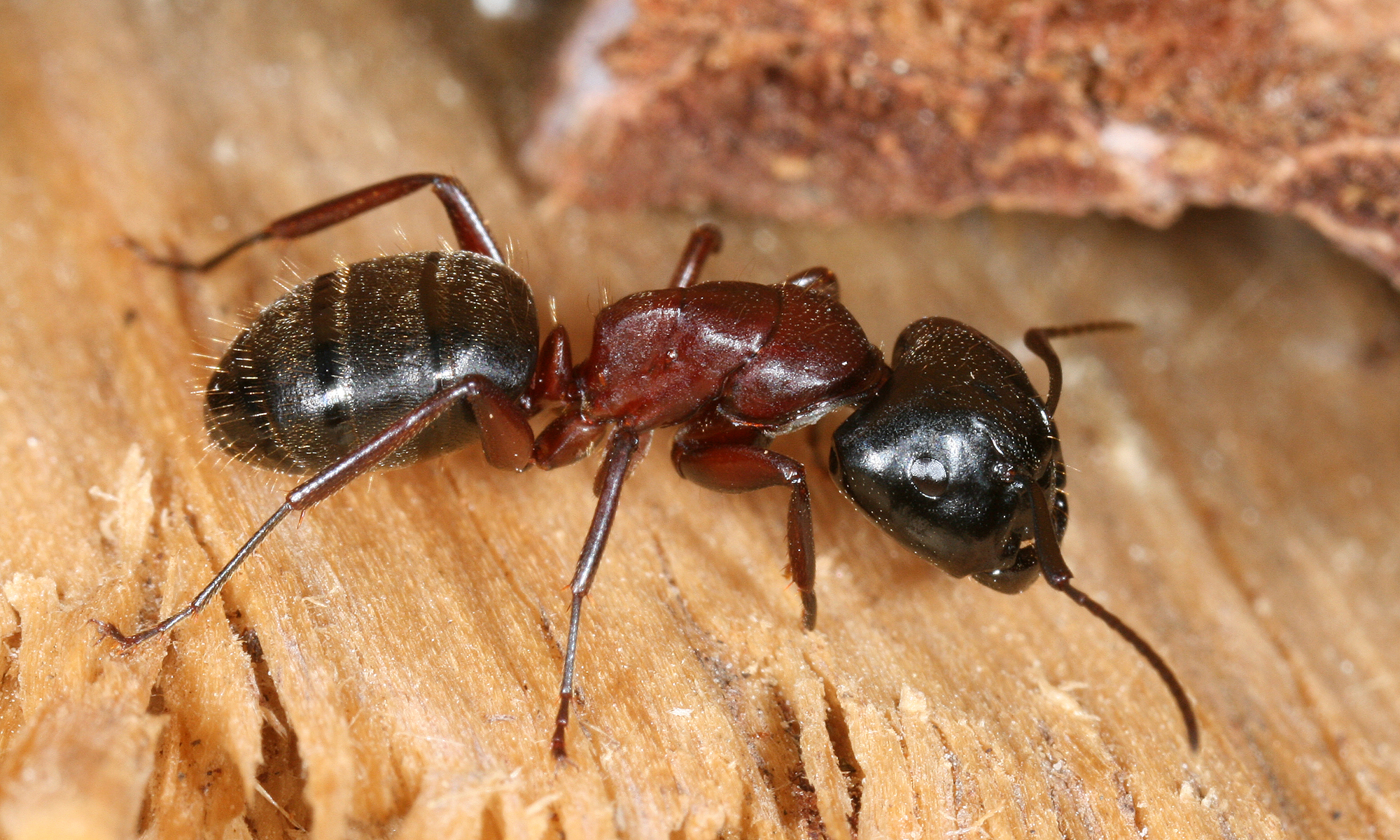
Vue de profil

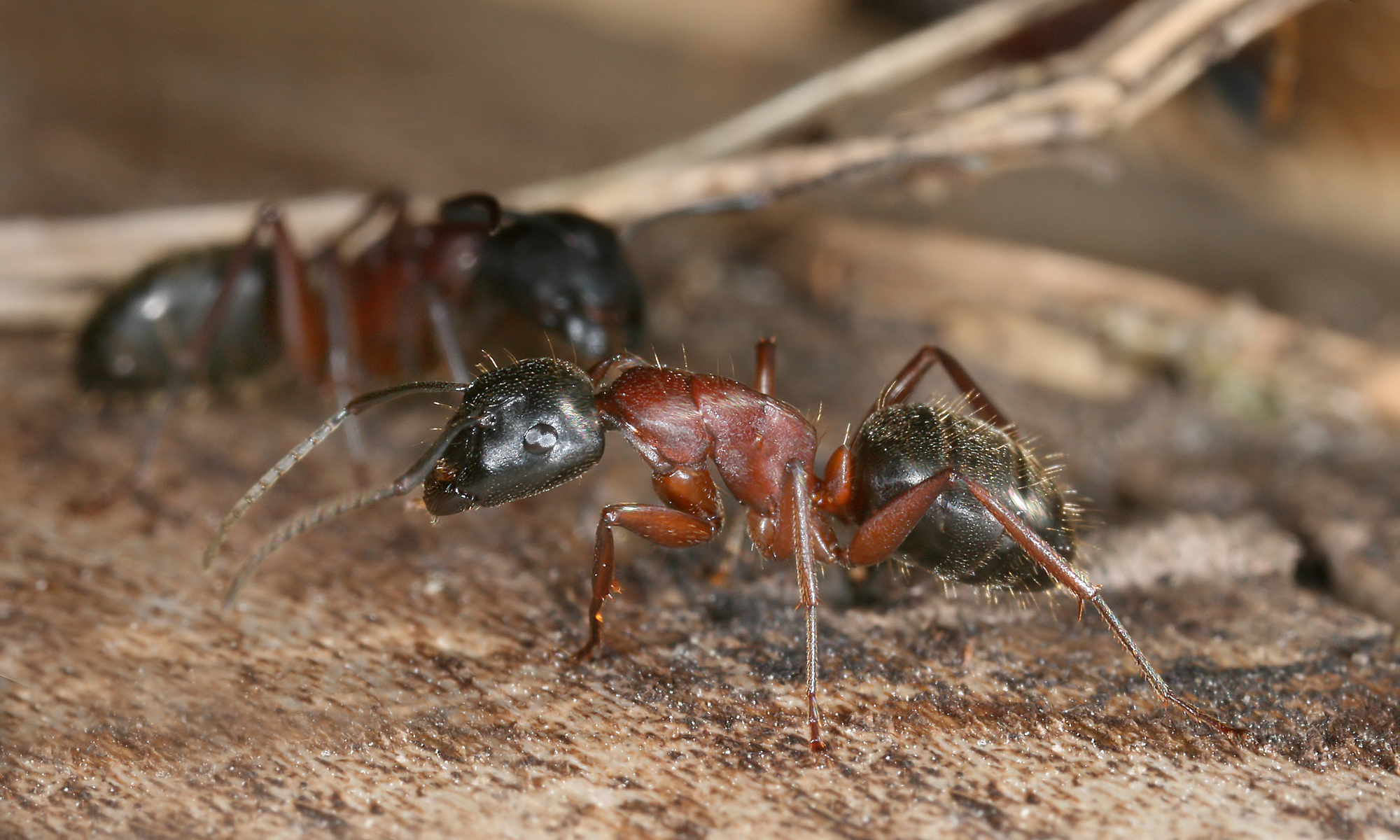
Camponotus ligniperdus

Fourmis de grande taille, la reine atteint environ 19 mm et les ouvrières entre 7 et 15 mm ; elles sont bicolores. Cette espèce possède un polymorphisme important avec des sous-castes chez les ouvrières dites minor, media et major.

## Habitat et aire de répartition
Elles nichent dans le bois mort ou parfois sous les pierres. Le taux d'humidité du nid est de 15 % et la température ne dépasse que rarement 25 °C.

Elles sont présentes dans les zones tempérées de l'Europe de l'Ouest et dans la plupart des régions françaises.
 En Belgique, dans le sud-est du pays uniquement.

## Comportement
C'est une espèce qui fonde des colonies indépendantes (sans bouturage) et monogynes (une seule reine par colonie) dont l'essaimage a lieu entre mai et juin.
La reine a une espérance de vie qui dépasse la décennie. 